# Ріплі (Нью-Йорк)
Ріплі (англ. Ripley) — місто (англ. town) в США, в окрузі Чотоква штату Нью-Йорк. Населення — 2323 особи (2020).

## Демографія
Згідно з переписом 2010 року, у місті мешкало 2415 осіб у 971 домогосподарстві у складі 670 родин. Було 1259 помешкань
Расовий склад населення:
| - 97,7 % — білих - 0,2 % — корінних американців - 0,2 % — чорних або афроамериканців - 0,1 % — вихідців з тихоокеанських островів |

До двох чи більше рас належало 1,2 %. Частка іспаномовних становила 1,4 % від усіх жителів.
За віковим діапазоном населення розподілялося таким чином: 22,7 % — особи молодші 18 років, 61,8 % — особи у віці 18—64 років, 15,5 % — особи у віці 65 років та старші. Медіана віку мешканця становила 42,7 року. На 100 осіб жіночої статі у місті припадало 101,6 чоловіків;  на 100 жінок у віці від 18 років та старших — 102,9 чоловіків також старших 18 років.
Середній дохід на одне домашнє господарство  становив 65 314 долари США (медіана — 44 688), а середній дохід на одну сім'ю — 78 285 доларів (медіана — 53 992). Медіана доходів становила 42 384 долари для чоловіків та 26 313 долари для жінок. За межею бідності перебувало 13,4 % осіб, у тому числі 25,7 % дітей у віці до 18 років та 8,2 % осіб у віці 65 років та старших.
Цивільне працевлаштоване населення становило 1053 особи. Основні галузі зайнятості: освіта, охорона здоров'я та соціальна допомога — 25,7 %, виробництво — 21,0 %, роздрібна торгівля — 10,9 %, мистецтво, розваги та відпочинок — 8,5 %.